# Andrzej Korycki (rybak)
Andrzej Korycki (ur. 13 października 1923 w Kaliszu, zm. 22 lipca 1982 w Olsztynie) – polski uczony, specjalista rybactwa jeziorowego, doktor nauk przyrodniczych. Przez wiele lat związany był z Instytutem Rybactwa Śródlądowego w Olsztynie.
W latach okupacji kształcił się w Liceum Rybackim w Warszawie prowadzonym przez Franciszka Staffa, uzyskując w 1944 świadectwo dojrzałości. W szeregach Armii Krajowej walczył w powstaniu warszawskim, był ranny. W 1946 rozpoczął studia z ichtiologii i rybactwa w Szkole Głównej Gospodarstwa Wiejskiego w Warszawie. Dyplom inżyniera uzyskał w 1951. W marcu tegoż roku podjął pracę w tworzonym Instytucie Rybactwa Śródlądowego, z tymczasową siedzibą w Warszawie. Jesienią 1951 przeniósł się do Biologicznej Stacji Rybackiej w Giżycku, gdzie pracował przez trzy lata.
W 1954 rozpoczął pracę w Olsztynie, dokąd przeniesiony został Instytut Rybactwa Śródlądowego pod kierownictwem Stanisława Sakowicza. Zatrudniony został na stanowisku adiunkta w Samodzielnej Pracowni Metodyki i Organizacji Badań. Do jego zadań należało przede wszystkim wyposażanie Instytutu w aparaturę badawczą. Później przeszedł do grupy urządzeniowej, powołanej po rozpoczęciu przez Instytut ogólnokrajowej akcji zagospodarowania jezior, i koordynował prace terenowe prowadzone w ramach tej akcji na terenie województwa olsztyńskiego. Po przekształceniach organizacyjnych w Instytucie przeszedł do Zakładu Ekonomiki. W 1971 w Instytucie Biologii Stosowanej ówczesnej Wyższej Szkoły Rolniczej w Olsztynie uzyskał stopień doktora nauk przyrodniczych. W 1978 powierzono mu funkcję kierownika Samodzielnej Pracowni Metodyki i Organizacji Badań, na którym to stanowisku pozostał do końca życia.
W pracy naukowej Korycki prowadził badania w zakresie rybactwa jeziorowego, szczególnie interesując się sieją i stynką. W rozprawie doktorskiej zajął się problemem naturalnej śmiertelności ryb jeziorowych. Ogłosił kilkanaście publikacji, m.in. Występowanie siei (Coregonus lavaretus) w jeziorach mazurskich i suwalskich („Roczniki Nauk Rolniczych”, seria B, tom 67, 1953), Stynka (1966), Sandacz (1976).
Przez współpracowników z Instytutu zapamiętany został jako zaangażowany społecznik, organizator akcji charytatywnych na rzecz dawnych kolegów z pracy, pozostających w trudnej sytuacji materialnej. Był odznaczony m.in. Srebrnym Krzyżem Zasługi i warmińsko-mazurskimi odznaczeniami regionalnymi; za czyny z lat wojny otrzymał Krzyż Walecznych. Zmarł w Olsztynie 22 lipca 1982.